# Patricia Obee
Patricia Obee (Saanich, 31 de octubre de 1991) es una deportista canadiense que compitió en remo.
Participó en dos Juegos Olímpicos de Verano, obteniendo una medalla de plata en Río de Janeiro 2016, en la prueba de doble scull ligero, y el séptimo lugar en Londres 2012, en la misma prueba.
Ganó dos medallas de plata en el Campeonato Mundial de Remo, en los años 2011 y 2014.

## Palmarés internacional
| Juegos Olímpicos   | Juegos Olímpicos         | Juegos Olímpicos | Juegos Olímpicos   |
| Año                | Lugar                    | Medalla          | Prueba             |
| ------------------ | ------------------------ | ---------------- | ------------------ |
| 2016               | Río de Janeiro (Brasil)  | Medalla de plata | Doble scull ligero |
| Campeonato Mundial |                          |                  |                    |
| Año                | Lugar                    | Medalla          | Prueba             |
| 2011               | Bled (Eslovenia)         | Medalla de plata | Doble scull ligero |
| 2014               | Ámsterdam (Países Bajos) | Medalla de plata | Doble scull ligero |